# Renato Guttuso
Renato Guttuso (n. 26 decembrie 1911, Bagheria, Sicilia, Regatul Italiei – d. 18 ianuarie 1987, Roma, Italia) a fost un pictor italian și un militant comunist cunoscut. Este considerat un maestru al realismului italian și a devenit în perioada anilor 1950-1960 un adept al realismului socialist.

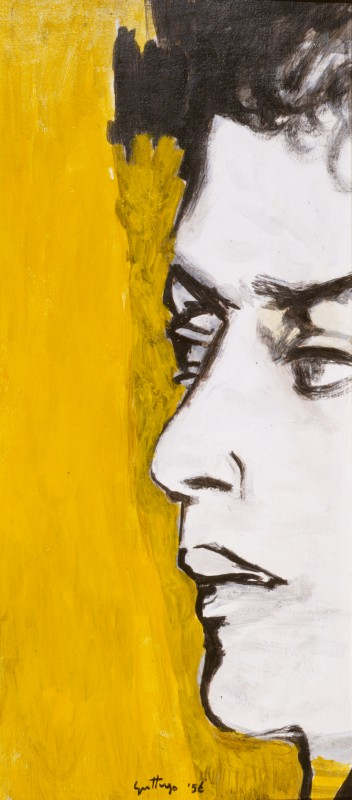
Profilo, 1956 (Fondazione Cariplo)

## Viața și Opera
Renato Guttuso s-a născut la 26 decembrie1911 în localitatea Bagheria, lângă Palermo (Sicilia), ca fiu al unui topometrist. Tatăl său picta în timpul liber peisaje în acuarele după natură. Influențat de hobby-ul tatălui său, tânărul Renato frecventează atelierul pictorului Domenico Quattrociocchi și galeria de artă a lui Emilio Murdolo. La vârsta de treisprezece ani își semnează deja primele tablouri, reproduceri după peisagisti sicilieni din sec. al XIX-lea sau pictori francezi, ca Jean-François Millet. În timpul adolescenței frecventează și studioul pictorului futurist Pippo Rizzo și cercurile artistice din Palermo. În capitala Siciliei studiază Dreptul și Filologia clasică. În 1931 se mută la Roma și se dedică exclusiv picturii. Participă la prima Quadrienală din Roma (1931). Începuturile picturii sale poartă pecetea unui realism impresionist și descriptiv. Influențat inițial de Carlo Levi, este atras de expresionism.
În anii următori face parte din "Școala de la Roma" (Scuola romana), împreună cu Gino Bonichi (zis Scipione), Mario Mafai, Antonietta Raphaël, Corado Cagli, Pericle Fazzini, cu care se manifestă împotriva neoclasicismului și academismului oficial al curentului "Novecento italiano" de inspirație fascistă.
Între anii 1938 și 1940 se află la Milano, colaborează la publicația "Corrente di vita giovanile" - până la suspendarea ei - și ia parte la activitatea grupării revoluționare expresioniste "Corrente" fondată de Ernesto Treccani, împreună cu Renato Birolli, Aligi Sassu, Giuseppe Migneco, Gianni Dova ș.a. Realismul popular al lui Guttuso, influențat de cubism și de arta lui Pablo Picasso, câștigă o forță vehementă și explozivă în alegerea tematică antifascistă: "Fucilazione in Campagna" (tablou dedicat poetului Federico Garcìa Lorca), "Fuga dall'Etna".
În 1942 obține Premiul Bergamo pentru tabloul intitulat "Răstignirea" (La Crocifissione, 1941), în care sub o temă sacră denunță ororile războiului, "simbol al tuturor celor care suferă persecuții, detențiuni și suplicii pentru ideile lor" (Renato Guttuso: "Diario").
În perioada 1943-1945 este ofițer de legătură al unei formații de partizani din Roma. În acest timp realizează ciclul grafic "Gott mit uns" și colecția de desene intitulată "Massacri", care circulau clandestin, denunțând represiunile naziste, ca acelea de la "Fossele Ardeatine" din Roma.
În 1946-1947 participă la întemeierea grupării artistice "Fronte nuovo delle arti". Lucrează cu precădere în Sicilia, abordând teme cu semnificație umană și socială: "Muratori in riposo" ("Muncitori constructori în repaus"), "Occupazione delle terre incolte di Sicilia" ("Ocuparea pământurilor necultivate din Sicilia"), "Braciante siciliano" ("Muncitor sicilian"). În tablourile sale, cuceririle picturii moderne (Pablo Picasso, Léon Ghischia, Martial Fougeron) sunt prelucrate într-o manieră plină de o autentică poezie umană. În cadrul Bienalei de la Veneția din 1948 se organizează o mare expoziție a grupării "fronte nuovo delle arti", cu participarea masivă a lui Guttuso.
În 1950 i se acordă premiul Consiliului Mondial al Păcii. În 1956, la cea de a XXVIII-a Bienală de la Veneția, i se decernează Premiul de pictură pentru compoziția "La spiaggia" ("Plaja"), tablou de mari proporții în care este proiectată o panoramă a vieții moderne, relevând eleganța cuceritoare a frumuseții juvenile.
Fascinat de modelul dantesc, execută între 1959 și 1961 un ciclu de ilustrații la Divina Commedia de Dante Alighieri, care vor fi publicate în volum în 1970 cu titlul "Il Dante di Guttuso". În 1965 realizează ilustrațiile la romanul "Mizerabilii" de Victor Hugo. În 1972 pictează tabloul "I funerali di Togliatti" ("Funeraliile lui Togliatti") în vădită manieră realist socialistă.
Renumitul său tablou "La Vucciria", redând faimoasa piață (mercato) din Palermo, exprimă cu un realism crud aspectul pitoresc al mărfurilor expuse (carne, legume și fructe), într-o aglomerare de personaje, de parcă se aud strigătele negustorilor ambulanți sicilieni.
Renato Guttuso este unul dintre cei mai tipici artiști italieni interesați de problematica socială. Cu scene și portrete realizate în Sicilia, la Napoli, Milano sau Roma, el creează o amplă epopee a omului ce luptă să-și afirme valorile morale și spirituale, dreptul de a duce o viață demnă. Mijloacele de exprimare aparțin modelului expresionist, culorile contrastante, desenul energic, volumele puternice, adeseori agitate de forțe ce izvorăsc deopotrivă din interiorul lor și din ambianță, alcătuiesc un limbaj patetic, de o vehemență nedisimulată. Suprafețele tablourilor sunt caracterizate de prezența dramatică a omului, artistul păstrând ceva din aspra atmosferă a Siciliei natale ("Bagheria sul golfo di Palermo"), unde lumina soarelui mediteranian subliniază fiecare volum. Vehemența coloritului și a desenului, brutala invocare a valorilor umane, nu înseamnă neglijarea regulilor compoziționale, pe care, cu subtilitate și rigoare, pictorul le urmează în fiecare din operele sale.

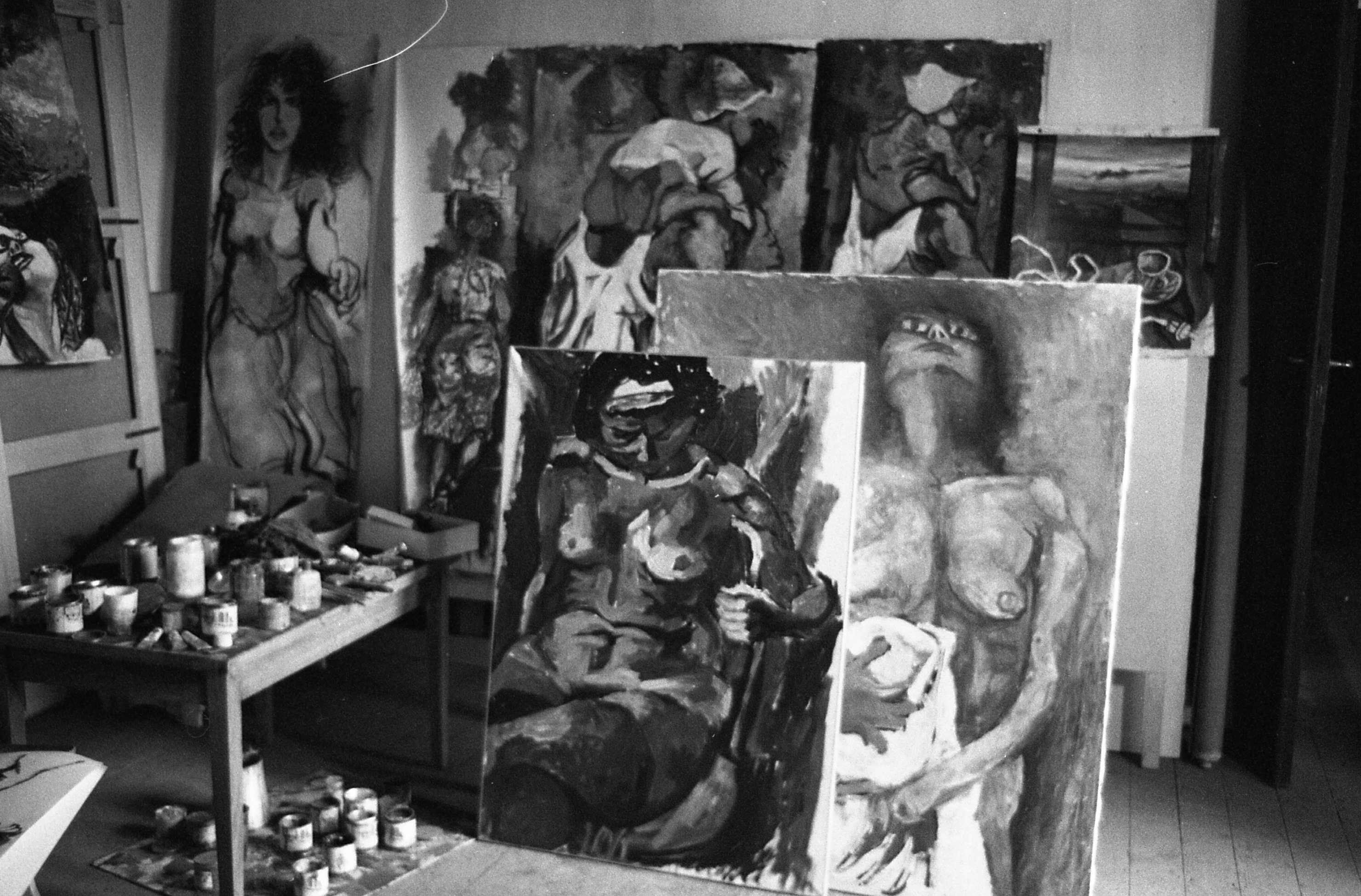
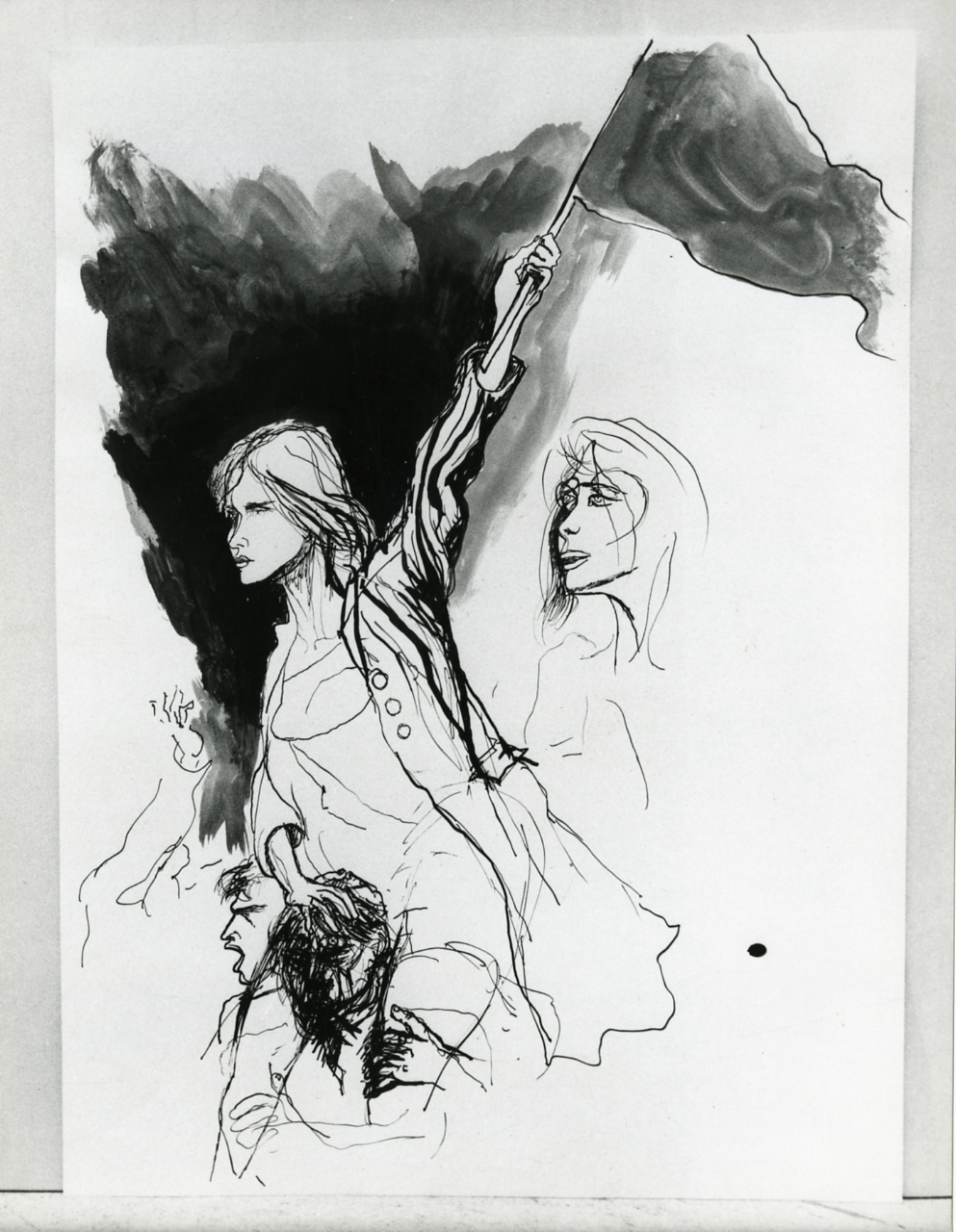
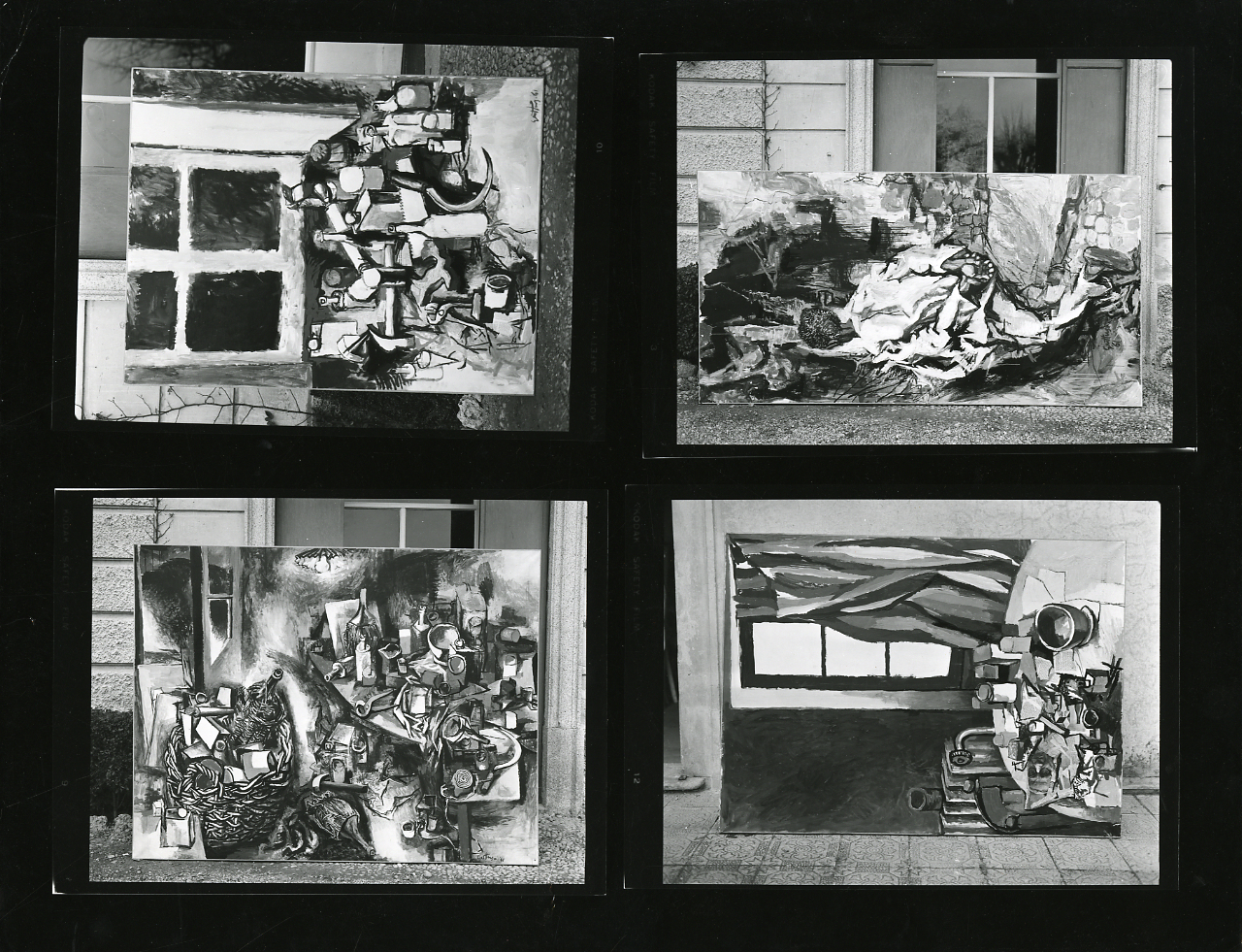
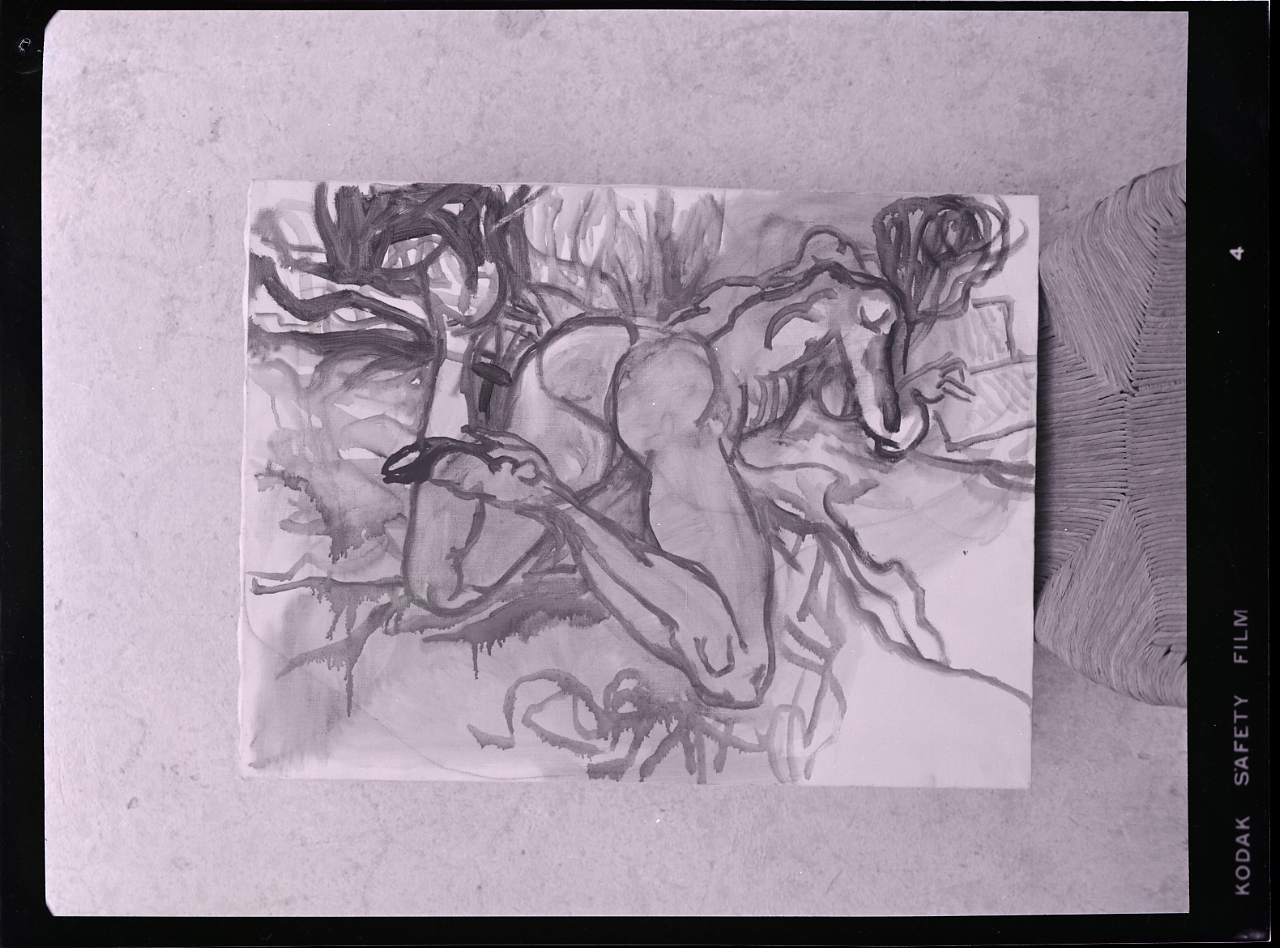
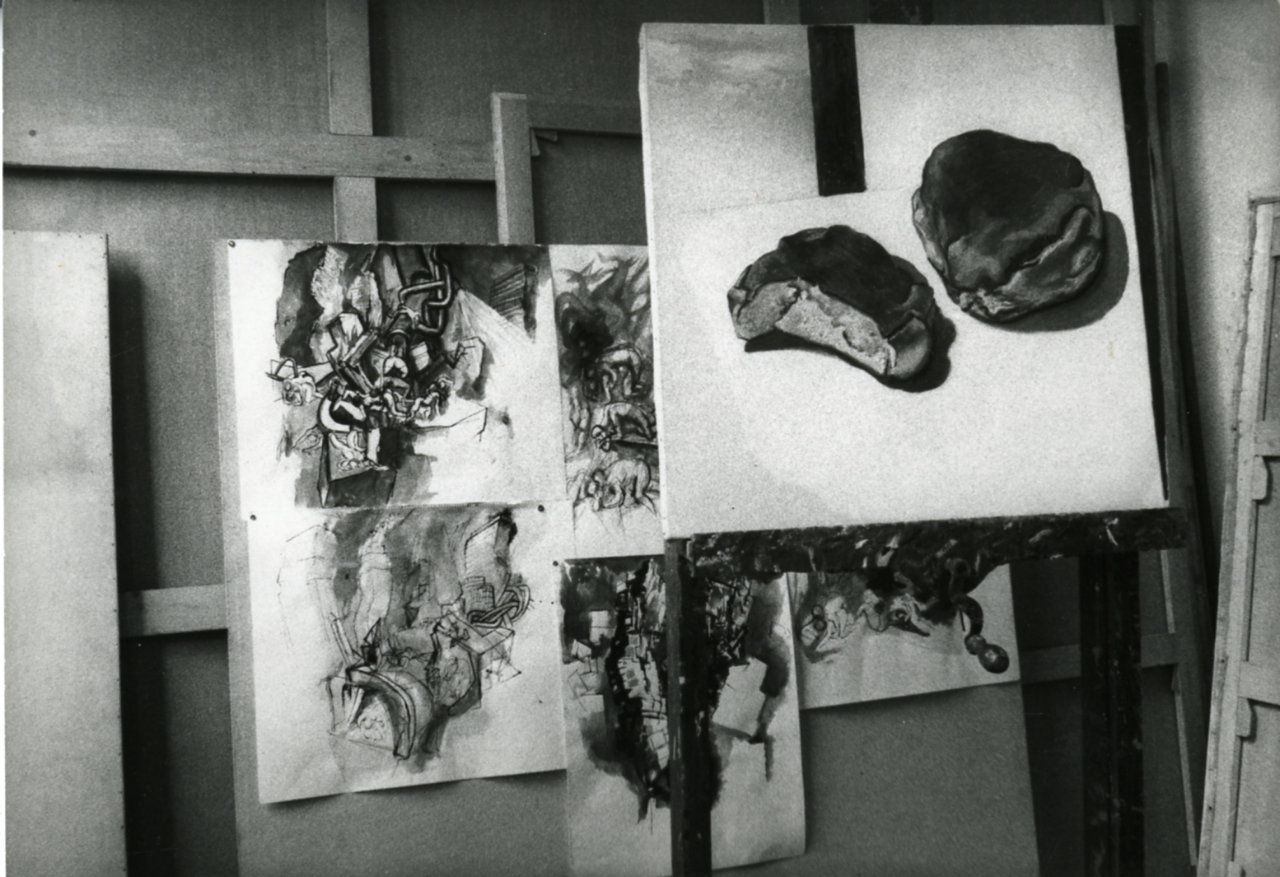
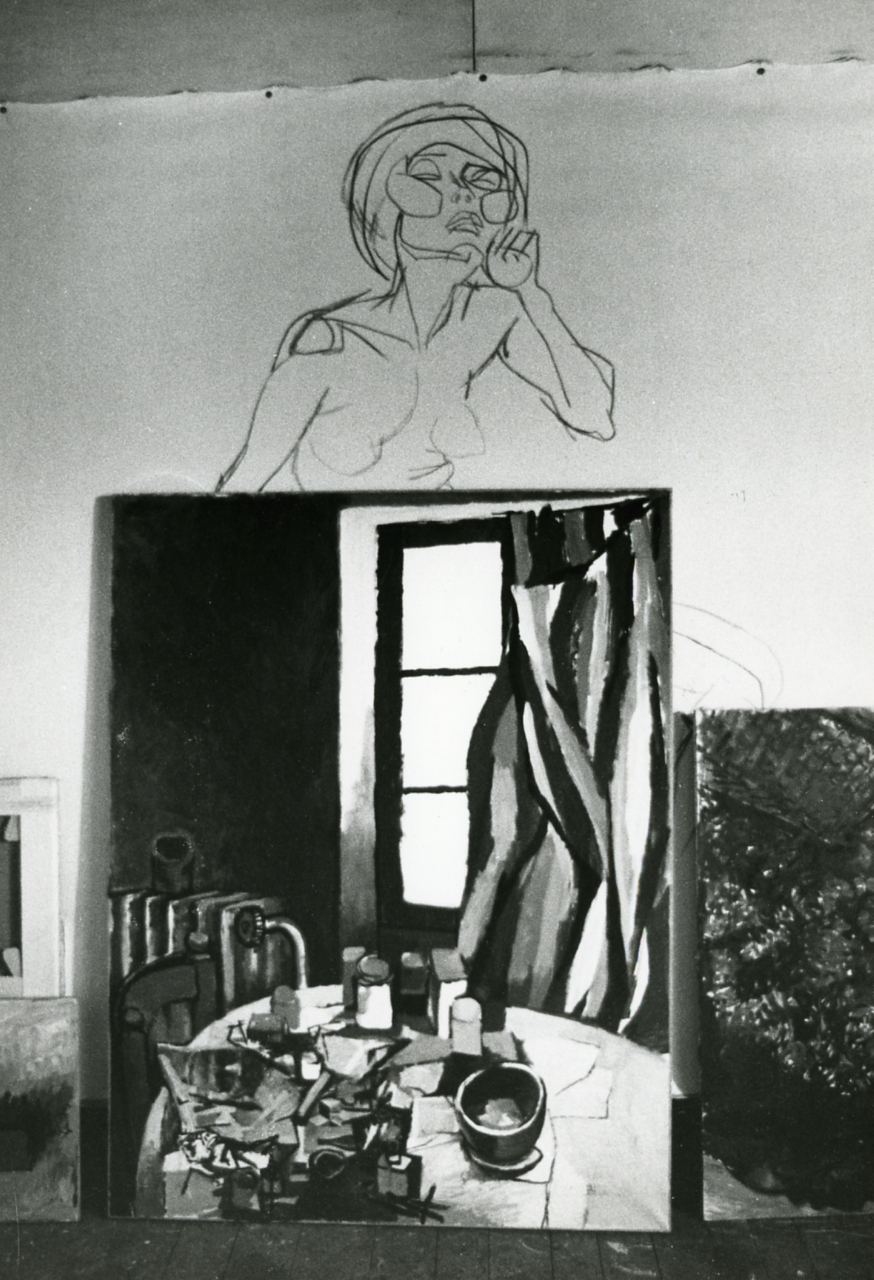
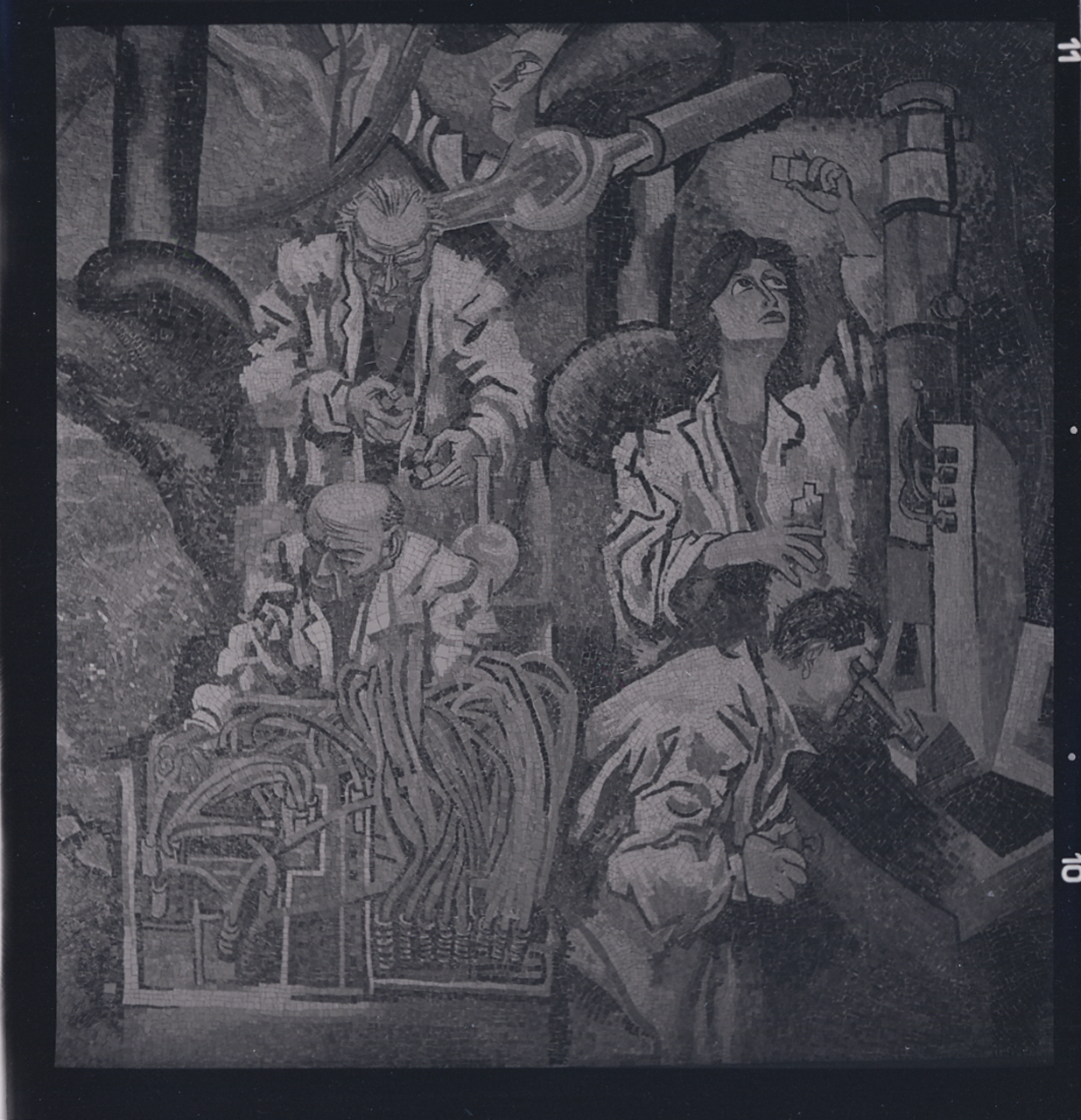
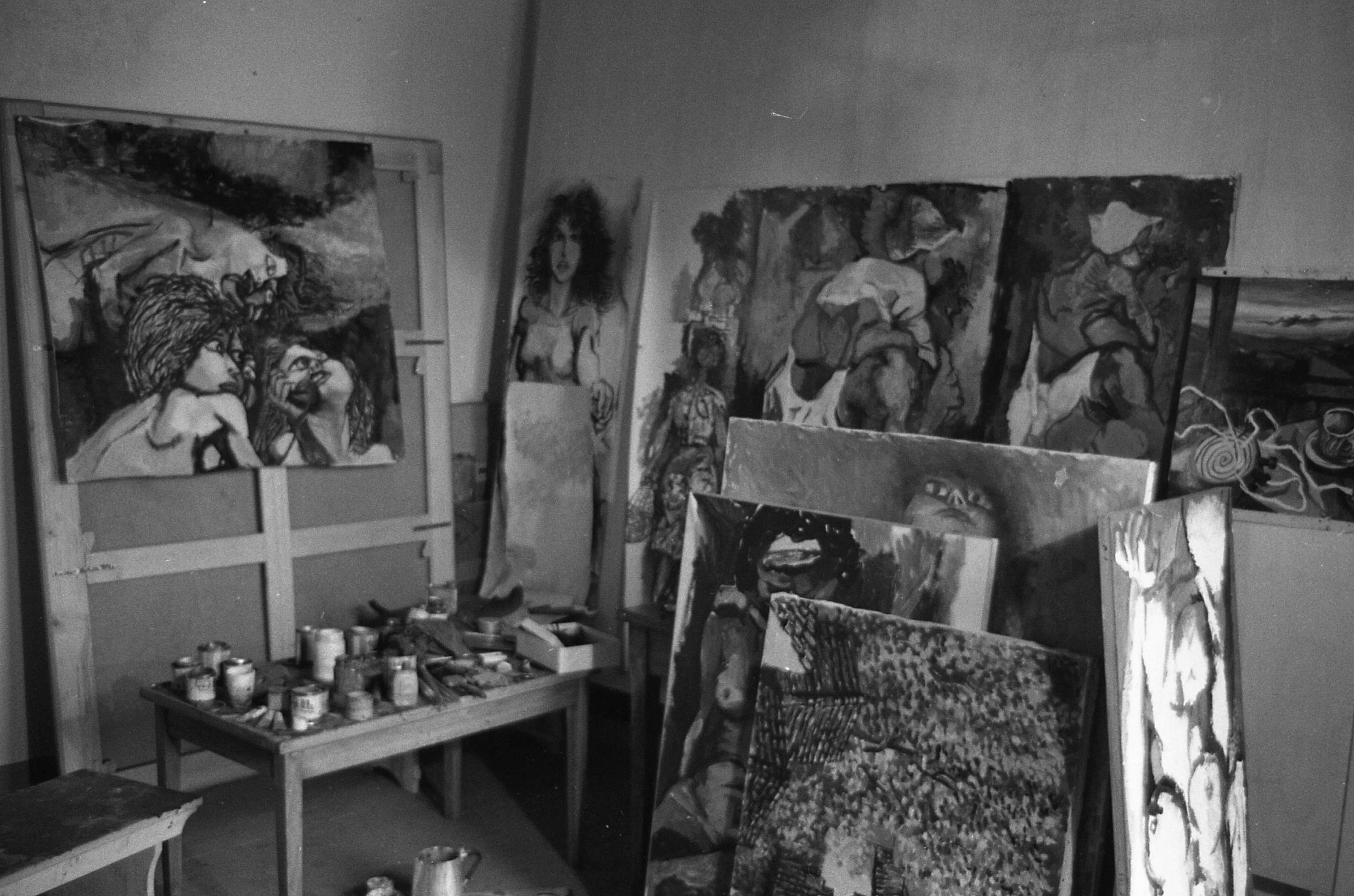
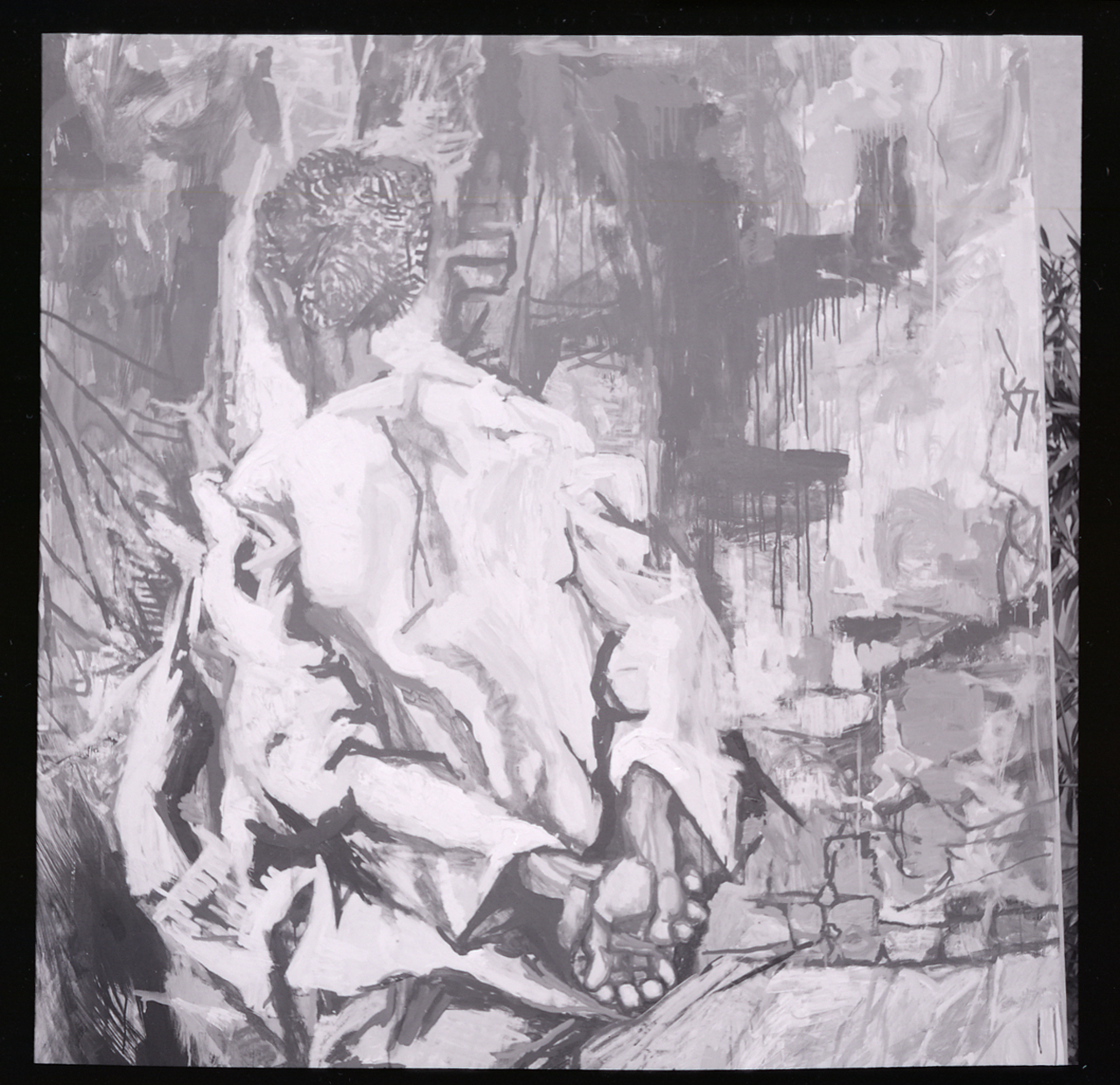
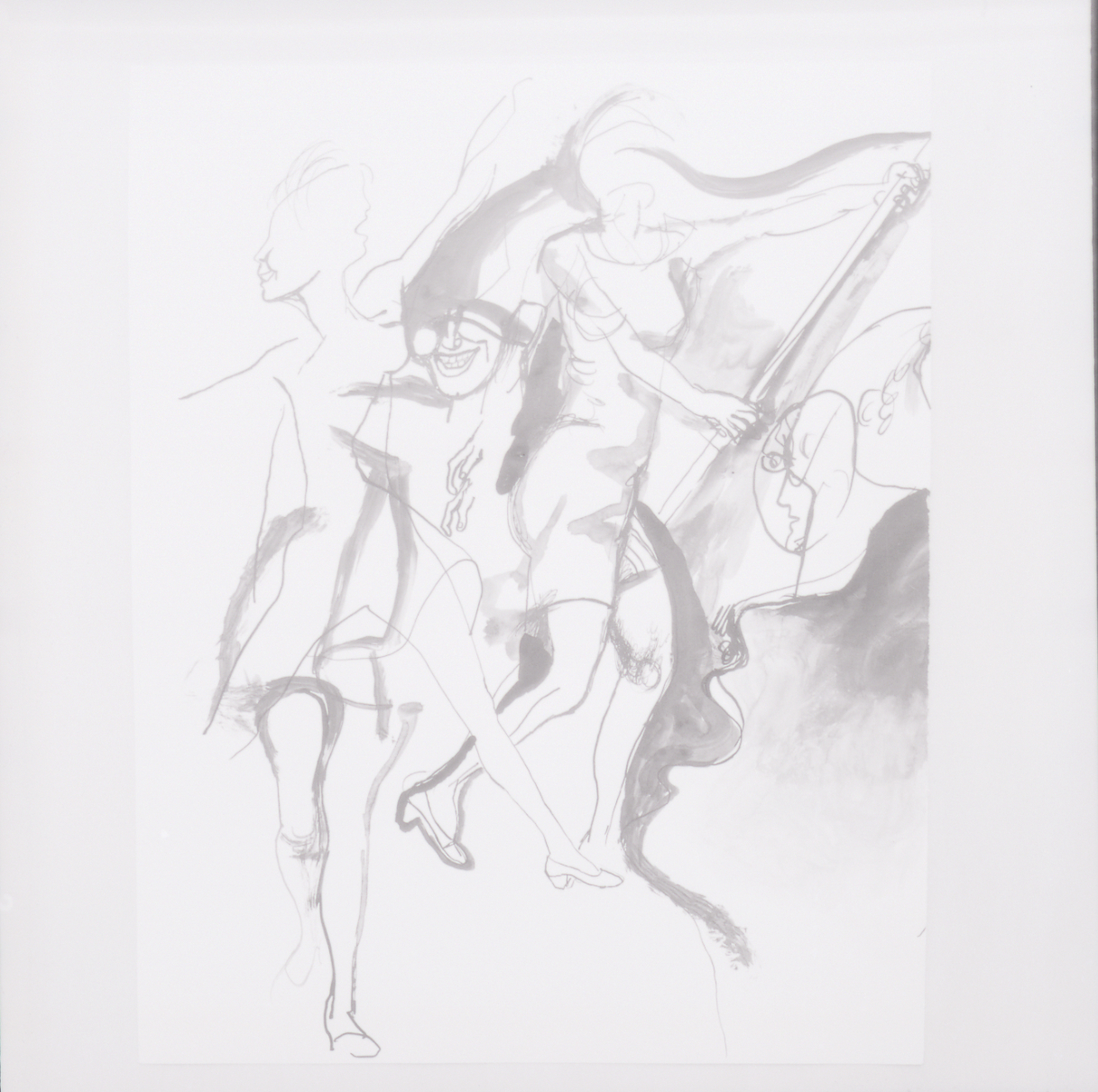